# Ég temploma
Az Ég temploma, szó szerinti fordításban az Ég Oltára (kínai nyelven: 天壇; egyszerűsített kínai írással: 天坛; pinjin átírással: Tiāntán; mandzsu nyelven: Abkai mukdehun) egy taoista épületegyüttes Peking délkeleti részén, Xuanwu kerületben. A Ming-dinasztia és a Csing-dinasztia uralkodói minden évben ellátogattak ide, hogy egy szertartás keretében jó termésért imádkozzanak. Taoista templomnak tartják, bár a kínai népi vallás a taoizmusnál korábban keletkezett.

## Története
A templomkomplexum 1406 és 1420 között épült, Yongle császár idején, akinek a pekingi Tiltott Város építése is a nevéhez fűződik. Az épületegyüttest a 16. században Jiajing császár uralkodása alatt bővítették és nevezték el Mennyei béke templomának. Ez az uralkodó még három fontos templomot építtetett Pekingben, keleten a Nap Templomát (日坛), északon a Föld Templomát (地坛), nyugaton pedig a Hold Templomát (月坛). A Mennyei béke templomát a 18. században újították fel Csialong császár idején.
1914-ben, Jüan Si-kaj, az akkori kínai államelnök Ming imádságos szertartást végzett a templomban abban a reményben, hogy Kína császárának fogják tekinteni.
Az Ég templomát 1998-ban az UNESCO fölvette a világörökségek listájára, mint olyan építészeti és tájépítészeti tervezői mestermunkát, amely „a világ nagy civilizációinak fejlődéstörténetében hatalmas jelentőségű szerepet játszó világképet mutat meg egyszerűen és látványosan”, hiszen a „Mennyei béke templomának jelképes alaprajza és tervezése óriási befolyást gyakorolt a Távol-Kelet építészetére több évszázadon keresztül.”
2005 elején a Xinhua azt jelentette, hogy az épületet a 2008-as olimpia előtt 47 millió jüan (5,9 millió USD) értékben újítják föl. Ez a restaurálás 2006. május 1-jére fejeződött be.
Az Ég temploma népszerű park a tornázók számára. Elsősorban tajcsi bailong labdával gyakorlatoznak itt. Ezt a Bai Rong kínai olimpiai bokszedző által feltalált labdát még Észak-Amerikában is ismerik Rhythmball néven.

## Az épületek
A templom 2,73 km² parkosított területen fekszik. Három fő épületcsoportból áll, melyek mindegyike szigorú filozófiai követelmények szerint épült:
- A Jó termésért szóló imák csarnoka (祈年殿) egy hatalmas, háromormú kerek épület, 32 méter átmérőjű és 38 méter magas, három réteg márványalapon áll, itt könyörgött az uralkodó jó termésért. Az épület teljesen fából készült, szögek nélkül.
- A Fölséges Menny terme (皇穹宇) egy egytornyú kerek épület, amely egyetlen márványalapon áll. A Jó termésért szóló imák csarnokától délre található, és hasonlít az előbbire, azonban kisebb nála. Egy kerek fal, a visszhang fal veszi körül, ami nagy távolságokra is elviszi a hangot. A két épületet a Karmazsinvörös híd köti össze, egy 360 méter hosszú emelt gyalogút, amely enyhén lejt az imacsarnok felé.
- A Kerek oltárhalom (圜丘坛) maga az oltár, amely az előző épülettől déli irányban áll. Ez egy üres kerek emelvény három réteg márványkövön, itt imádkozott az uralkodó alkalmas időjárásért. 1530-ban építtette Jiajing császár, és 1740-ben építették újjá.

## A szertartás
Az ókori Kína császárát a Menny Fiának tekintették, aki az égi hatalom nevében és képviseletében kormányozta a földi dolgokat. Nagyon fontos volt, hogy tudják az alattvalók: uralkodójuk tiszteli hatalmának forrását. A császár ezért mutatott be áldozatot a Mennynek, és ezen rítusok elvégzésének helyéül épült a templom, ahol elsősorban bő termésért imádkoztak.
Évente kétszer a császár és kísérete a Tiltott Városból Pekingen át a templomba vonult. Ilyenkor különleges ruházatot viseltek, és tartózkodtak a húsevéstől. Közönséges alattvaló nem láthatta a vonulást, sem az azt követő szertartást, amelyet a templomegyüttesben maga az uralkodó hajtott végre. A téli napforduló idején tartott ceremónia csúcspontján az uralkodó a Földdombon imádkozott. A szertartás során esetleg elkövetett legkisebb hibát rossz előjelnek vélték a következő évi termésre.

## Jelképek

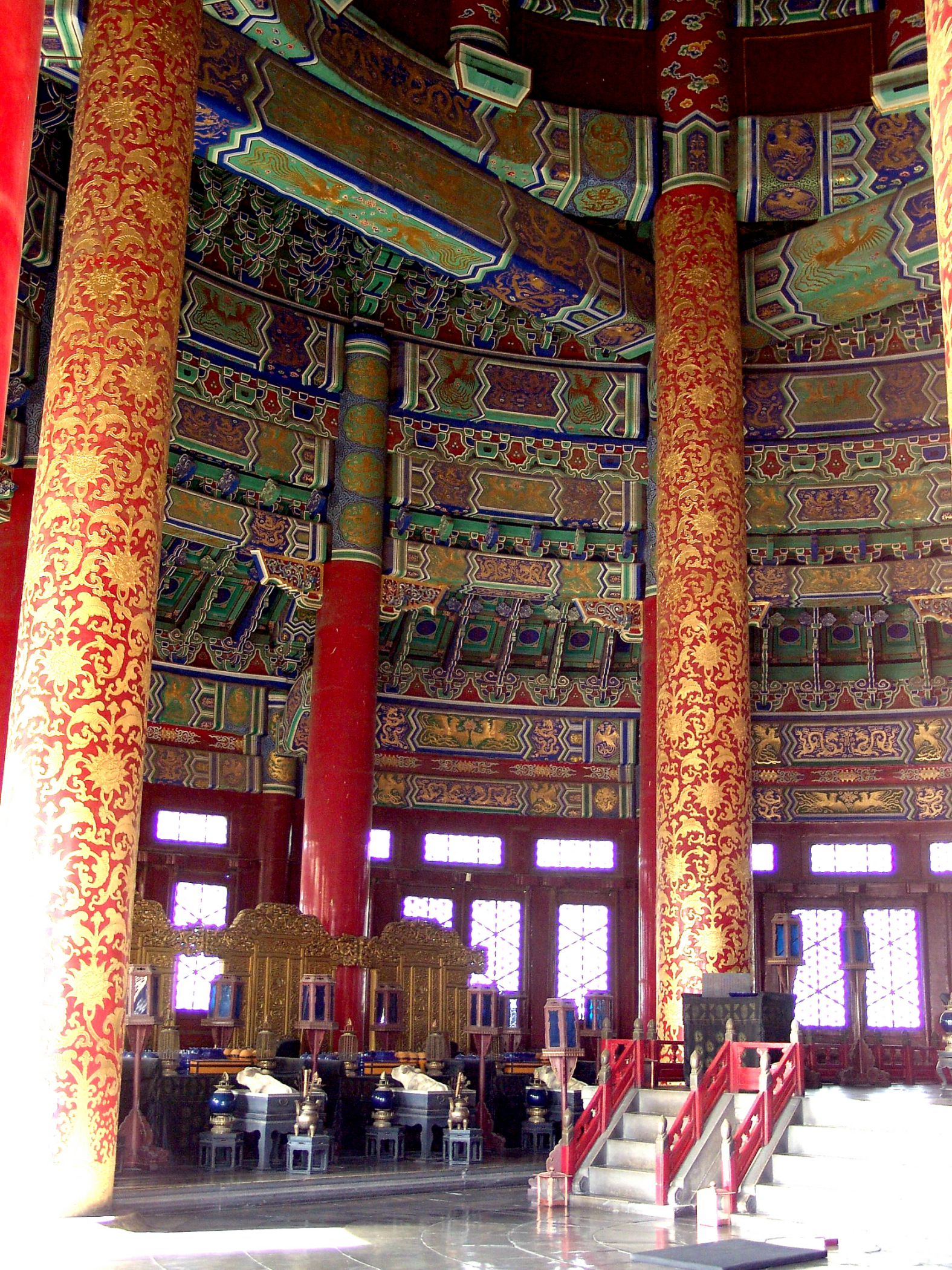
A Jó termésért szóló imák csarnokának belseje

A Földet egy négyzet, a Mennyet egy kör jelképezi; a templomegyüttes számos jegye a Menny és a Föld, a kör és a négyzet kapcsolatát jeleníti meg. Az egész épületegyüttest két fal kordonja veszi körül. A külső falnak van egy magasabb, félkör alakú északi vége, amely így a Mennyet jelképezi, valamint egy alacsonyabb, négyszög alakú deli vége, ami a Földet szimbolizálja. A „Jó termésért szóló imák csarnoka” és a “Kerek oltárhalom” egyaránt kör alakúak, ugyanakkor négyszögletes alapon állnak, ami egy újabb Menny-Föld szimbólum.
A 9 szám a császár jelképe, és jól látszik a Kerek oltárhalmon: egyetlen kerek márványtányért kilenc tál gyűrűje vesz körül, ezután 18, és így tovább, összesen 9 ilyen gyűrűben mintegy 9x9 tányér helyezkedik el.
A  Jó termésért szóló imák csarnokának  négy belső, tizenkét középső, és tizenkét külső oszlopa van, amelyek a négy évszakot, a tizenkét hónapot, valamint a hagyományos tizenkét kínai órát jelentik.
A templom összes épületét különleges sötétkék tetőcserép fedi, amelyek a Mennyre utalnak.
A  Jó termésért szóló imák csarnokától  keletre látható Hét csillag kőcsoport a Tien san hegység hét csúcsára utal, ami az ókori Kína Menny-imádatának klasszikus helyszíne.

## Galéria

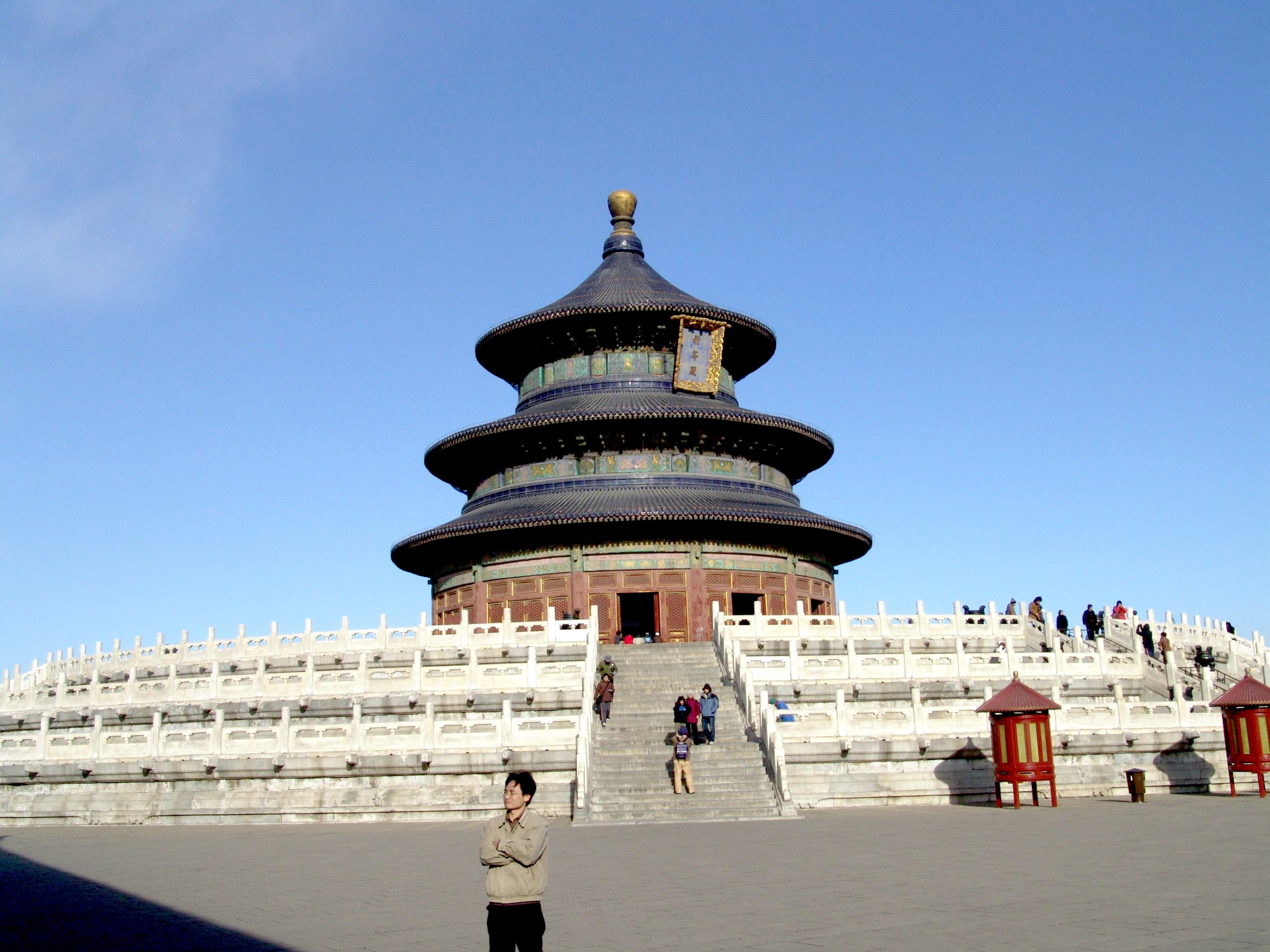
A jó termésért szóló imák csarnoka Peking egyik leghíresebb építészeti emléke
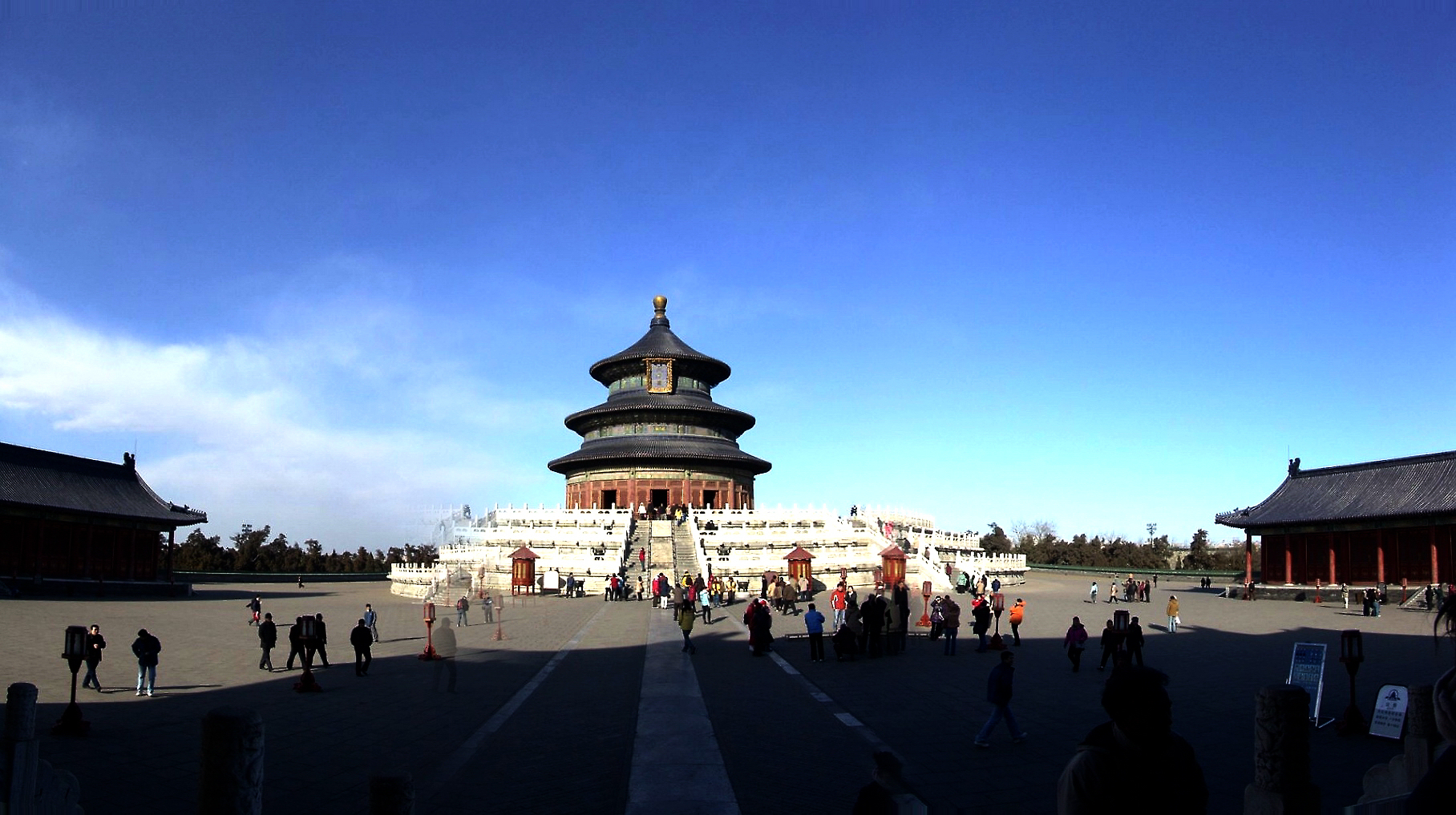
A Mennyei Béke templomának udvara
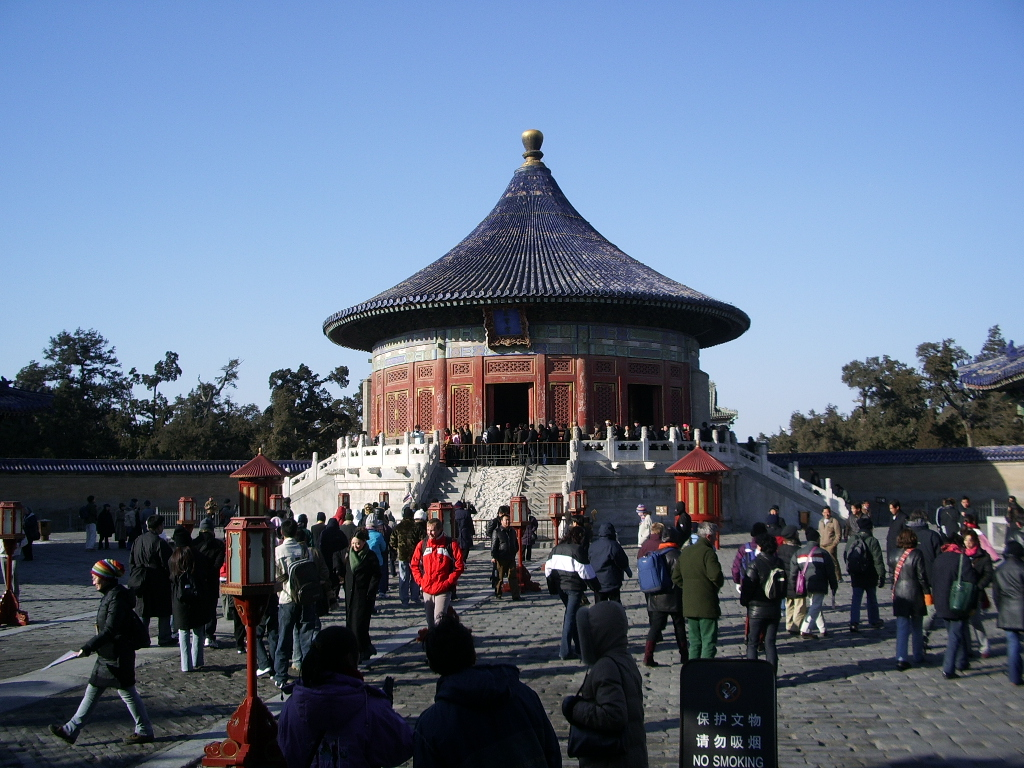
A Fölséges Menny csarnoka
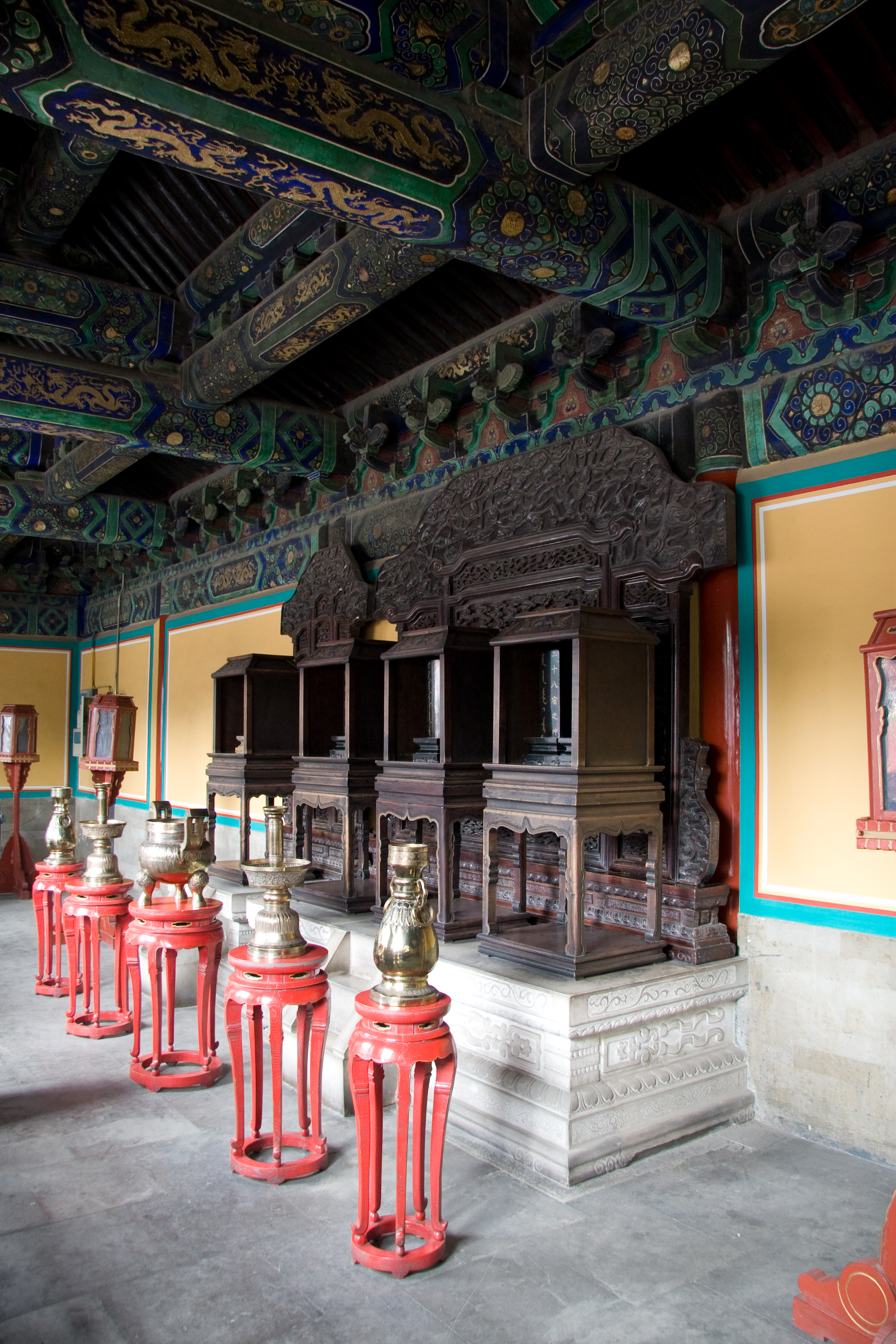
Az egyik teremben
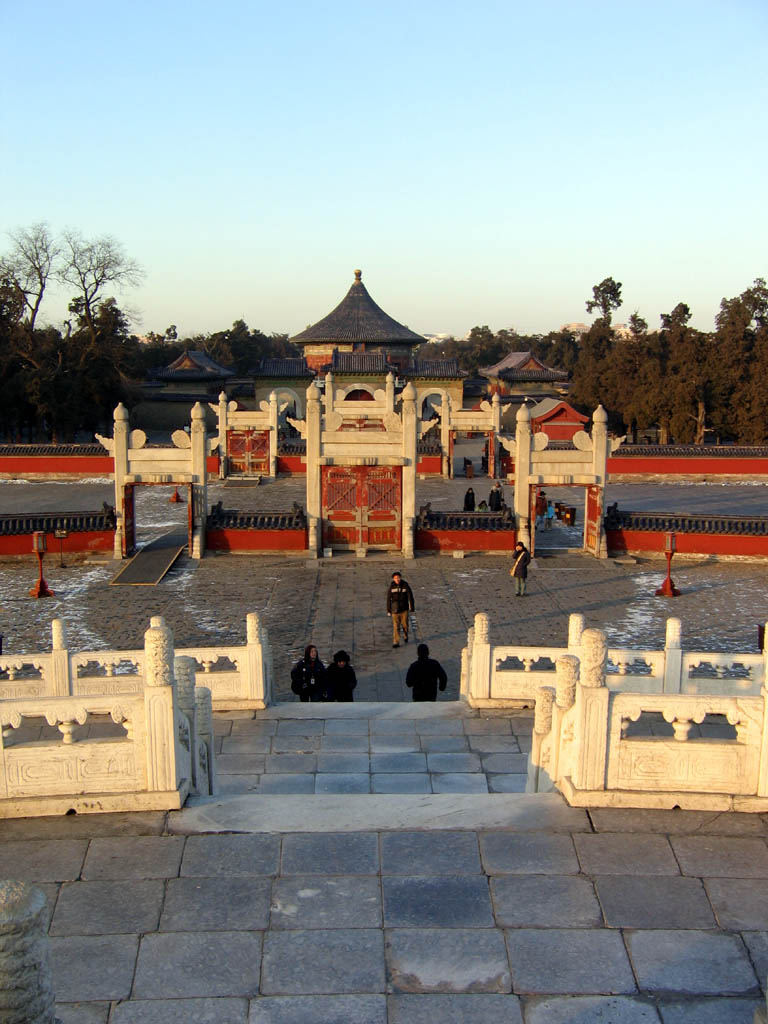
A Földdomb
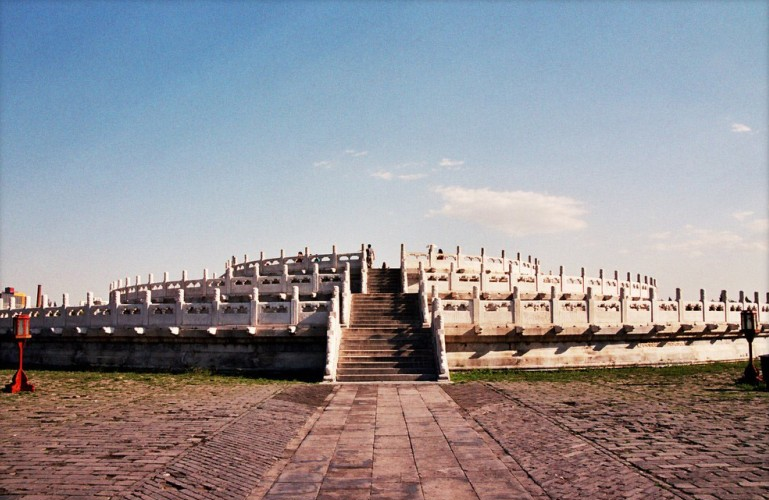
A kerek halom
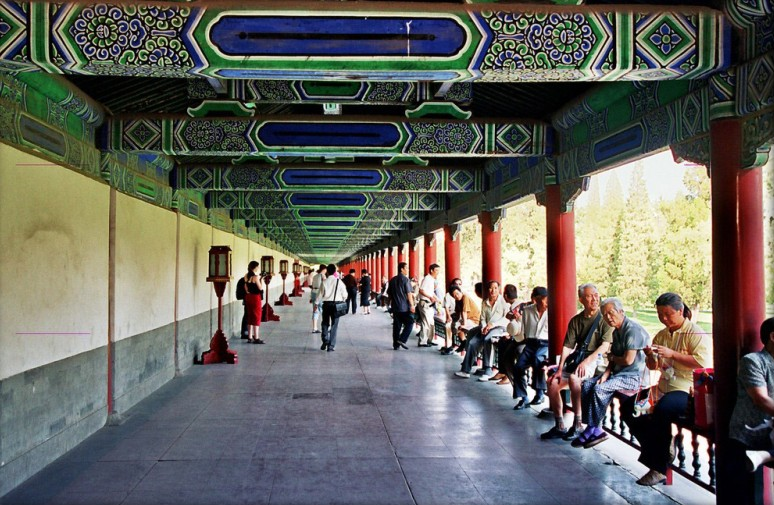
Oszlopcsarnok az udvarban
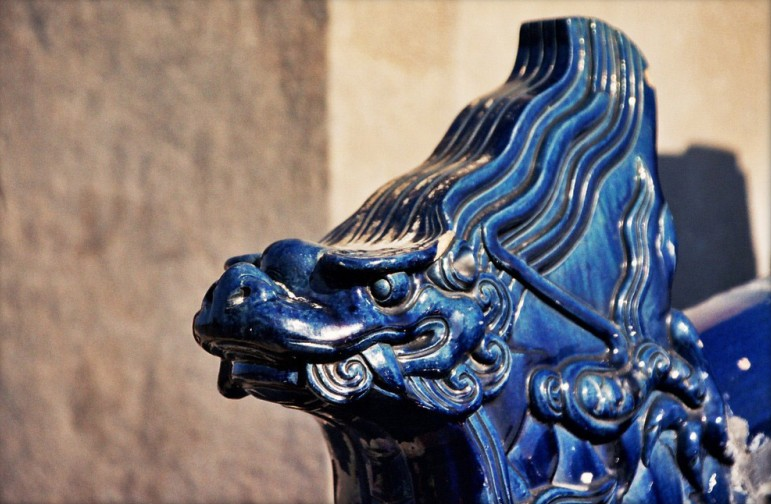
Sárkányos épületrészlet

## Fordítás
- Ez a szócikk részben vagy egészben  a   Temple of Heaven című angol Wikipédia-szócikk ezen változatának fordításán alapul.  Az eredeti cikk szerkesztőit annak laptörténete sorolja fel. Ez a jelzés csupán a megfogalmazás eredetét és a szerzői jogokat jelzi, nem szolgál a cikkben szereplő információk forrásmegjelöléseként.